# Marie Antoinette (film fra 2006)
 For alternative betydninger, se Marie Antoinette (flertydig). (Se også artikler, som begynder med Marie Antoinette)
Marie Antoinette er en amerikansk biografisk film fra 2006 instrueret, produceret og skrevet af Sofia Coppola. Filmen har Kirsten Dunst i titelrollen som den franske dronning Marie Antoinette.
Filmen vandt en Oscar for bedste kostumer.

## Medvirkende
- Kirsten Dunst som Marie Antoinette
- Jason Schwartzman som Ludvig 16. af Frankrig
- Judy Davis som Anne de Noailles, "Countess of Noailles"
- Steve Coogan som Florimond Claude, Count of Mercy-Argenteau
- Rip Torn som Ludvig 15. af Frankrig
- Rose Byrne som Yolande de Polastron, Duchess of Polignac
- Asia Argento som Madame du Barry
- Molly Shannon som Madame Victoire
- Shirley Henderson som Madame Sophie
- Danny Huston som Joseph II of Austria
- Marianne Faithfull som Empress Maria Theresa
- Mary Nighy som Princesse de Lamballe
- Jamie Dornan som Axel von Fersen
- Al Weaver som Charles, Count of Artois
- Sarah Adler som Maria Theresa, Countess of Artois
- Sebastian Armesto som Louis Stanislas, Count of Provence
- Clémentine Poidatz som Marie Joséphine, Countess of Provence
- Céline Sallette som Lady in Waiting
- Aurore Clément som the Louise Marie, Duchess of Chartres
- Guillaume Gallienne som Charles Gravier, Count of Vergennes
- Jean-Christophe Bouvet som Étienne François, Duke of Choiseul
- Tom Hardy som Raumont
- James Lance som Léonard Autié
- Mathieu Amalric som Man at Masked Ball
- Joseph Malerba som Queen's Guard
- André Oumansky som Cardinal de La Roche Aymon